# Lauren Quigley
Lauren Alice Quigley (Stockport, Inglaterra 28 de febrero de 1995) es una nadadora inglesa especialista en estilo espalda y estilo libre, que participó en los Juegos de la Commonwealth 2014 celebrados en Glasgow (Escocia), donde consiguió tres medallas de plata en las pruebas de: 50 metros espalda, 4x100 metros libre y 4x100 metros estilo.
En 2011 se proclamó subcampeona de Europa junior, en la prueba de 50 metros espalda.
Es nieta de Gaynor Stanley, una nadadora inglesa que participó en los Juegos Olímpicos de 1984, y en los Juegos de la Commonwealth en los años 1982 y 1986.

## Palmarés internacional
| Juegos de la Commonwealth               | Juegos de la Commonwealth | Juegos de la Commonwealth | Juegos de la Commonwealth |
| Año                                     | Lugar                     | Medalla                   | Prueba                    |
| --------------------------------------- | ------------------------- | ------------------------- | ------------------------- |
| 2014                                    | Glasgow ( Escocia)        | Medalla de plata          | 50 m espalda              |
| 2014                                    | Glasgow ( Escocia)        | Medalla de plata          | 4x100 m libre             |
| 2014                                    | Glasgow ( Escocia)        | Medalla de plata          | 4x100 m estilo            |
| Campeonato de Europa Junior de Natación |                           |                           |                           |
| 2011                                    | Belgrado ( Serbia)        | Medalla de plata          | 50 m espalda              |